# Gladicosa pulchra
Gladicosa pulchra är en spindelart som först beskrevs av Eugen von Keyserling 1877.  Gladicosa pulchra ingår i släktet Gladicosa och familjen vargspindlar. Inga underarter finns listade i Catalogue of Life.